# Древняк смугастий
Древня́к смугастий (Blythipicus pyrrhotis) — вид дятлоподібних птахів родини дятлових (Picidae). Мешкає в Південно-Східній Азії.

## Опис
Довжина птаха становить 26,5-30 см, вага 126-170 г. У самців номінативного підвиду лоб, обличчя, підборіддя і горло світло-рудувато-охристі, скроні більш темні, поцятковані темними смугами. Верхня частина голови, короткий чуб і потилиця темно-коричневі, поцятковані рудувато-коричневими або охристими смугами. Шия з боків яскраво-червона. Верхня частина тіла темно-рудувато-коричнева, поцятковані чорнуватими смугами. Нижня частина тіла рівноміно темно-коричнева з рудувато-коричневим відтінком, особливо на животі і боках. Нижні покривні пера крил і хвоста темно-рудувато-коричневі, поцятковані чорними смугами. Райдужки червонувато-карі. Дзьоб довгий, прямий, долотоподібний, блідо-жовтий або зеленувато-жовтий, біля основи сіро-зеленуватий. Лапи сірувато-чорні. У самиць дзьоб коротший, ніж у самців, а червоні плями на шиї у них відсутні.
Представники підвиду B. p. sinensis мають світліше забарвлення, ніж представники номінативного підвиду, груди у них поцятковані вузькими світло-охристими смугами, а смуги на верхній частині тіла у них більш рудувато-коричневі. У представників підвиду B. p. annamensis нижня частина тіла більш темна, ніж у B. p. sinensis, майже чорна, позбавлена смуг, а верхня частина тіла набагато більш рудувато-коричнева. червоні плями на голові у них менші, ніж у представників номінативного підвиду. Представники підвиду B. p. hainanus вирізняються невеликими розмірами і коротшим дзьобом. Нижня частина тіла у них менш чорнувата і більш коричнева. Представники підвиду B. p. cameroni мають темне забарвлення, як у представників підвиду B. p. annamensis, однак червоні плями на голові у них ще менші.

## Підвиди
Виділяють п'ять підвидів:
- B. p. pyrrhotis (Hodgson, 1837) — від Непалу і Північно-Східної Індії до південного Китаю (Сичуань, Юньнань), Лаосу і північного В'єтнаму;
- B. p. sinensis (Rickett, 1897) — південний схід Китаю (від Гуйчжоу і Гуансі до Фуцзяня);
- B. p. annamensis Kinnear, 1926 — гори на півдні В'єтнаму;
- B. p. hainanus (Ogilvie-Grant, 1899) — гори на острові Хайнань;
- B. p. cameroni Robinson, 1928 — гори Малайського півострова.

## Поширення і екологія
Смугасті древняки мешкають в Індії, Непалі, Бутані, Бангладеш, М'янмі, Китаї, Таїланді, Лаосі, В'єтнамі, Камбоджі і Малайзії. Вони живуть у вологих гірських і рівнинних тропічних лісах з густим підліском. Зустрічаються поодинці або парами, переважно в горбистих і гірських районах, на висоті від 600 до 2200 м над рівнем моря, в Непалі на висоті від 1600 до 2500 м над рівнем моря, в М'янмі місцями на висоті 2750 м над рівнем моря. Живляться термітами, мурахами, личинками жуків та інших комах, іноді ягодами. Шукають їжу серед гнилої деревини, в нижньому і середньому ярусах лісу. Сезон розмноження у смугастих древняків триває з травня по червень, іноді починаючи з січня. Гніздяться в дуплах дерев, на висоті 1-4 м над землею. В кладці 2-3 яйця. іноді 4 яйця. Насиджують і доглядають зі пташенятами і самиці, і самці.